# Bożena Janicka
Bożena Janicka (ur. 12 stycznia 1934 w Piotrkowie Trybunalskim) – polska dziennikarka, krytyczka filmowa i felietonistka. Członkini Stowarzyszenia Filmowców Polskich.

## Życiorys
Ukończyła dziennikarstwo na Uniwersytecie Warszawskim. W latach 1956–1968 pracowała jako dziennikarka w Polskim Radiu. Od 1969 do 1993 r. kierowała działem polskim tygodnika „Film”, a nieprzerwanie od 1993 r. jest redaktorką miesięcznika „Kino”, gdzie ukazują się jej regularne felietony pt. Ścinki. Felietony te wydane zostały w formie książkowej jako Więcej niż kino (2016).
Redaktorka książek poświęconych kinu polskiemu, m.in. publikacji zbiorowych Chełmska 21 (2000, z Andrzejem Kołodyńskim), A statek płynie... 30 lat Festiwalu Polskich Filmów Fabularnych Gdańsk-Gdynia (2005), Filmowcy (2006). Współautorka wraz z Krystyną Jandą książek poświęconych tej aktorce: Tylko się nie pchaj (1992) i Gwiazdy mają czerwone pazury (1998).
Od kwietnia 2011 r. w radiu TOK FM współprowadzi audycje poświęcone kinu polskiemu. Była również felietonistką portalu WP.PL. Zasiadała w jury wielu krajowych festiwali i konkursów o tematyce filmowej.
W 2014 r. z okazji jubileuszu 25-lecia Ogólnopolskiego Konkursu Wiedzy o Filmie otrzymała Nagrodę Prezydenta Miasta Gdańska w Dziedzinie Kultury. W 2015 r. została laureatką Nagrody Stowarzyszenia Filmowców Polskich.